# Brad (nome)
Brad  è un nome proprio di persona inglese maschile.

## Origine e diffusione
Nasce come ipocoristico di altri nomi inglesi comincianti per brad-, come ad esempio Bradley e Bradford.

## Onomastico
Non esistono santi che portano questo nome, che quindi è adespota. L'onomastico può essere festeggiato in occasione di Ognissanti, il 1º novembre.

## Persone

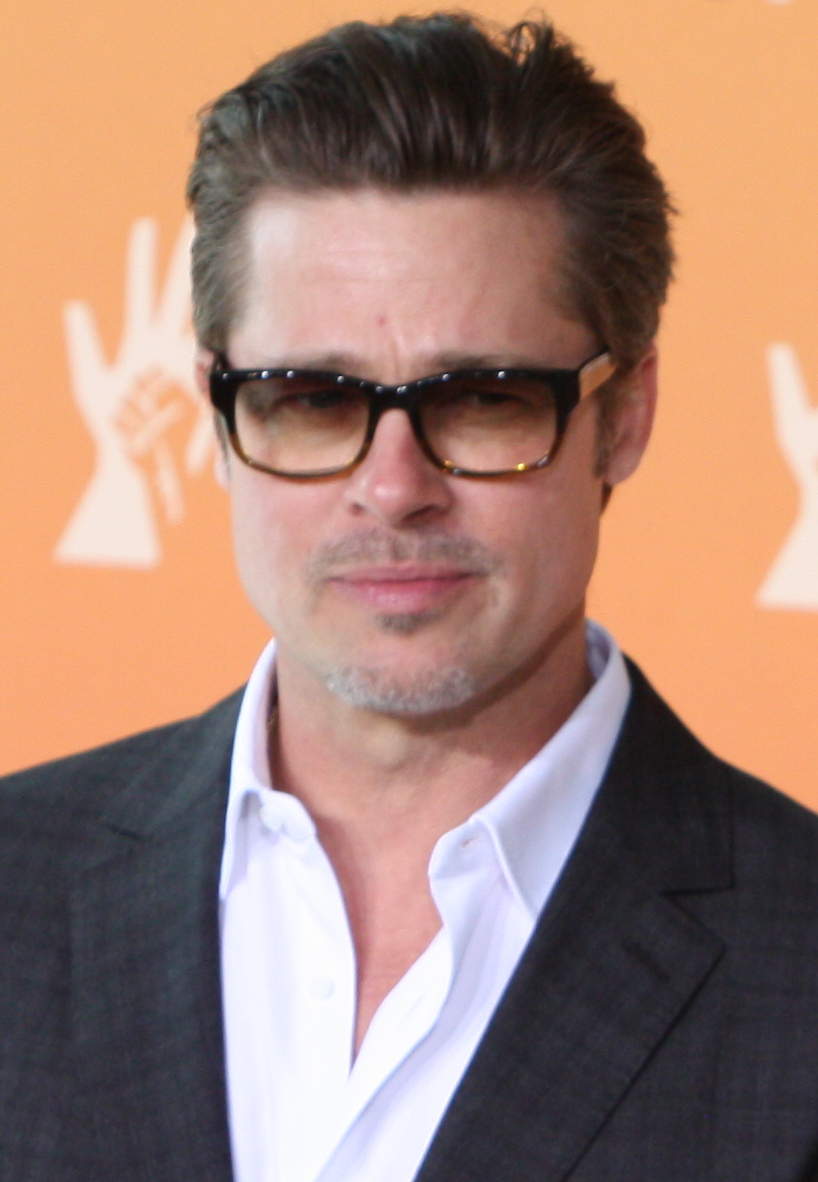
Brad Pitt

- Brad Anderson, regista statunitense
- Brad Bird, regista, animatore e sceneggiatore statunitense
- Brad Binder, pilota motociclistico sudafricano
- Brad Delson, chitarrista statunitense
- Brad Dourif, attore statunitense
- Brad Fraser, drammaturgo e sceneggiatore canadese
- Brad Friedel, calciatore statunitense
- Brad Garrett, attore, comico e doppiatore statunitense
- Brad Jones, calciatore australiano
- Brad Mehldau, pianista statunitense
- Brad Paisley, cantante e chitarrista statunitense
- Brad Pitt, attore e produttore cinematografico statunitense
- Brad Stevens, cestista e allenatore di pallacanestro statunitense
- Brad Tavares, lottatore di arti marziali miste statunitense
- Brad Whitford, musicista e chitarrista statunitense

## Il nome nelle arti
- Brad Barron è un personaggio dei fumetti Sergio Bonelli Editore.
- Brad Carbunkle è un personaggio della serie animata My Life as a Teenage Robot.
- Brad Kilsten è un personaggio della serie di videogiochi Psychic Force.
- Brad Majors è un personaggio del musical The Rocky Horror Show, e delle opere da esso derivate.
- Brad Boimler è un personaggio della  serie animata Star Trek: Lower Decks.